# Politica della Danimarca
Nel Regno di Danimarca il Parlamento è eletto a livello internazionale. Il Parlamento Danese (Folketinget) è formato da centonovantasette membri eletti ogni 4 anni. Di questi centosettananove membri, 135 sono eletti a livello proporzionale in 17 circoscrizioni elettorali, mentre gli altri 40 sono spartiti in base al numero totale di voti ottenuti da ciascun partito. Le Isole Fær Øer e la Groenlandia eleggono due Parlamentari ciascuno.